# Micragonini
De Micragonini zijn een geslachtengroep van vlinders uit de familie nachtpauwogen (Saturniidae).

## Geslachten
- Adafroptilum
- Holocerina
- Micragone